# Susana Alvarado
Juana Susana Alvarado Carmen (Piura, 7 de diciembre de 1997) es una cantante peruana conocida en el ámbito de la cumbia por ser una integrante de la agrupación musical Corazón Serrano.

## Biografía
Nació el 7 de diciembre de 1997 en la ciudad de Piura, ubicada en el Norte de Perú. Comenzó su carrera musical a los 14 años, integrando el grupo Cielo Serrano, creado por Stalin Zapata. En el 2011, ingresó a la agrupación musical Deleites Andinos. Dejó de formar parte de esta pasados 5 años. En el 2015, realizó un casting para la agrupación musical El Encanto de Corazón, orquesta perteneciente a los hermanos Guerrero Neira. Sin embargo, fue convocada por Don Lorenzo para unirse a Corazón Serrano.

## Discografía

### Canciones en Cielo Serrano
- Acaríciame
- Saco largo

### Canciones en Deleites Andinos
- Mix lamento
- Mix alegría
- Pecado de amor
- Muñequita
- Por tu amor estoy muriendo
- No me llames
- Nos critican
- La foto
- Nos conocimos

### Álbumes con Corazón Serrano
- 2015: Late más fuerte
- 2016: No deja de latir; Que viva el amor
- 2017: Volverás
- 2018: Primicias 2018; En vivo en Piura; Un angelito más
- 2021: Tan solo tú
- 2023: 30 años

### Canciones en Corazón Serrano
- Nos critican[6]
- Lo siento[6]
- Todo termino
- Mix morena
- Me haces falta tu[6]
- Te devuelvo tu anillito
- No eres único[6]
- Yo solo quiero amor
- Me Estoy Enamorando
- Como será
- El estúpido
- Mix por amarte mi bien
- El final de este amor
- Que lindo es el amor
- No Sufriré por Nadie
- Mix sueños de amor